# Tomoyuki Kajino
Tomoyuki Kajino (jap. 梶野 智幸 Kajino Tomoyuki; ur. 11 lipca 1960) – japoński piłkarz, reprezentant kraju.

## Kariera klubowa
Od 1983 do 1995 roku występował w klubach: Yanmar Diesel, Gamba Osaka i Kashiwa Reysol.

## Kariera reprezentacyjna
W reprezentacji Japonii zadebiutował w 1988. W reprezentacji Japonii występował w latach 1988-1989. W sumie w reprezentacji wystąpił w 9 spotkaniach.

## Statystyki
| Reprezentacja Japonii | Reprezentacja Japonii | Reprezentacja Japonii |
| Rok                   | Mecze                 | Gole                  |
| --------------------- | --------------------- | --------------------- |
| 1988                  | 1                     | 0                     |
| 1989                  | 8                     | 1                     |
| Razem                 | 9                     | 1                     |